# Guyonnet de Laval
Pour les articles homonymes, voir Guyonnet et Laval.
Guyonnet de Laval (né vers 1198, mort le 8 septembre 1211) succède dans la terre de Laval à son père Guy V de Laval, sous la garde de sa mère Avoise de Craon.

## Biographie
Un enfant succède à son père et lui survit à peine trois ans. Guyonnet fut placé sous la tutelle de sa mère et de ses oncles maternels Juhel III de Mayenne et Amaury Ier de Craon, puis sous celle de Raoul de Beaumont, son parent du côté paternel, auquel Philippe-Auguste donna à bail la terre de Laval.
Le jeune seigneur eut à peine le temps de faire quelques dons aux abbayes de Clairmont et de Bellebranche et aux lépreux de Laval. Entre 1196 et 1210, Guy VI de Laval concède au prieuré du Plessis-Milcent, plusieurs droits d'usage de la Forêt de Frageu, mais conserve le droit de chasser les lapins et les chevreuils.
Sa mort, survenant alors qu'il n'est âgé que d'une quinzaine d'années, donne la succession de la seigneurie de Laval à sa sœur Emma. Cette dernière, en épousant en secondes noces Mathieu II de Montmorency lui transmet la seigneurie de Laval.